# فوکر ای.۱
فوکر ای. ۱ (انگلیسی: Fokker E.I) یک هواپیمای ساخت فوکر است.